# Basilica del Corpus Domini (Torino)
La Basilica del Corpus Domini è una chiesa cattolica che si trova a Torino, costruita per celebrare il Miracolo eucaristico che, secondo varie fonti, sarebbe avvenuto nel 1453 durante la guerra tra il Ducato di Savoia e il Delfinato.

## Storia
L'evento leggendario che avrebbe portato alla costruzione della chiesa è datato 6 giugno 1453, quando un gruppo di soldati francesi, dopo aver saccheggiato la chiesa di Exilles, si sarebbe recato a Torino per vendere il bottino nel giorno della festa del Corpus Domini. Si narra che arrivato nel luogo dove sorge la basilica, l'asinello che trasportava l'ostia proveniente dalla chiesa di Exilles, si gettò a terra ma l'ostia non cadde a terra e rimase sospesa in aria per lungo tempo illuminando la piazza dall'alto.
Per celebrare l'evento, nel luogo del miracolo venne commissionata nel 1509 una piccola cappella, ma solo nel 1521 l'arcivescovo di Torino Innocenzo Cybo ordinò a Matteo Sanmicheli la costruzione di un piccolo oratorio. L'oratorio venne poi demolito nel 1607 per costruire la moderna basilica realizzata da Ascanio Vittozzi e con la collaborazione di Carlo di Castellamonte nella progettazione della facciata.
Nel 1753 il re Carlo Emanuele III di Savoia incaricò Benedetto Alfieri di restaurare la decorazione interna e di ornarla con stucchi.

## Panoramica
La chiesa presenta una massiccia facciata, con sei lesene e quattro colonne che sorreggono la trabeazione, in tipico stile barocco. È completata dalle statua di angeli e santi realizzate da Bernardo Falconi e databili alla fine del XVII secolo.
L'interno è a navata unica ed è stato in gran parte rinnovato nel XVIII secolo, tranne l'altare maggiore che è quello originario realizzato da Francesco Lanfranchi nel 1664. All'interno della basilica si trova una lastra che segna il luogo esatto del miracolo.